# Formula 2 giapponese 1984
La stagione 1984 della Formula 2 giapponese fu corsa su 8 gare, disputatesi tutte sul suolo giapponese. La serie venne vinta dal pilota nipponico Satoru Nakajima su March 842-Honda.

## La pre-stagione

### Calendario
| Gara | Nome                                | Circuito           | Giri | Lunghezza          | Data         |
| ---- | ----------------------------------- | ------------------ | ---- | ------------------ | ------------ |
| 1    | Big 2&4 Race                        | Circuito di Suzuka | 24   | 24x6,000=144 km    | 11 marzo     |
| 2    | Japan International F2 Championship | Circuito del Fuji  | 35   | 35x4,410=154,35 km | 15 aprile    |
| 3    | Japan F2 All Stars                  | Circuito di Mine   | 40   | 40x2,830=113,2 km  | 13 maggio    |
| 4    | John Player Special Trophy          | Circuito di Suzuka | 30   | 30x6,000=180 km    | 27 maggio    |
| 5    | Suzuka Golden Trophy                | Circuito di Suzuka | 30   | 30x6,000=180 km    | 8 luglio     |
| 6    | RRC Fuji F2 Championship            | Circuito del Fuji  | 35   | 35x4,410=154,35 km | 12 agosto    |
| 7    | Great 20 Racers                     | Circuito di Suzuka | 30   | 30x 6,000=180 km   | 23 settembre |
| 8    | Gran Premio della JAF               | Circuito di Suzuka | 35   | 35x6,000=210 km    | 4 novembre   |

- Tutte le corse sono disputate in Giappone.

## Piloti e team
| Team                                | Telaio                          | Nr. | Pilota              | Gare        |
| ----------------------------------- | ------------------------------- | --- | ------------------- | ----------- |
| Hoshino Racing                      | March 842-BMW                   | 1   | Kazuyoshi Hoshino   | Tutte       |
| Heroes Racing                       | March 842-Honda                 | 3   | Satoru Nakajima     | Tutte       |
| Speed Star Wheel Racing Team        | March 842-BMW                   | 8   | Masahiro Hasemi     | Tutte       |
| Speed Star Wheel Racing Team        | March 832-BMW March 842-BMW     | 6   | Yoshiyasu Tachi     | 2, 4-8      |
| Team Le Mans                        | March 842-BMW                   | 8   | Keiji Matsumoto     | Tutte       |
| Team Le Mans                        | March 842-BMW                   | 9   | Toshio Suzuki       | Tutte       |
| Advan Sports Speed Box Motor Sports | March 842-BMW                   | 10  | Geoff Lees          | Tutte       |
| Advan Sports Nova                   | March 832-Honda March 842-Honda | 11  | Stefan Johansson    | Tutte       |
| Advan Sports Nova                   | March 842-BMW                   | 24  | Kenji Takahashi     | Tutte       |
| Advan Sports Nova                   | March 832-BMW March 842-BMW     | 25  | Kunimitsu Takahashi | Tutte       |
| Team Equip                          | Maurer MM81-BMW                 | 12  | Kengo Nakamoto      | 1-2, 7-8    |
| Rays Racing                         | March 832-BMW                   | 15  | Hitoshi Ogawa       | 1, 4-8      |
| Tomei Racing                        | March 832-BMW                   | 16  | Akira Hagiwara      | Tutte       |
| Maribu Motorsport Club              | Lola T850-BMW                   | 17  | Hironobu Tatsumi    | 7           |
| Maribu Motorsport Club              | Lola T850-BMW                   | 17  | Yoshimasa Fujiwara  | 8           |
| Ralt Racing Ltd.                    | Ralt RH6-Honda                  | 20  | Mike Thackwell      | 8           |
| Ralt Racing Ltd.                    | Ralt RH6-Honda                  | 21  | Roberto Moreno      | 8           |
| OM Racing                           | March 842-BMW                   | 26  | Takao Wada          | 1-2, 4-8    |
| Autobacs Racing Team with Uchida    | March 842-BMW                   | 28  | Eje Elgh            | Tutte       |
| Autobacs Racing Team with Uchida    | March 832-BMW                   | 29  | Aguri Suzuki        |             |
| Three Bond Racing Team              | March 832-BMW                   | 33  | Masamoto Shimizu    | 1-2, 4-6, 8 |
| John Player Special Team Izukawa    | March 832-Honda Ralt RH6-Honda  | 37  | Dave Scott          | 1-5, 8      |
| John Player Special Team Izukawa    | Ralt RH6-Honda                  | 37  | Tiff Needell        | 6-7         |
| Gear Racing                         | Lola T850-BMW March 832-BMW     | 81  | Norimasa Sakamoto   | 5, 7        |

## Risultati e classifiche

### Risultati
| Gara | Circuito | Tempo      | Velocità    | Pole position    | GPV                      | Vincitore         | Vettura     |
| ---- | -------- | ---------- | ----------- | ---------------- | ------------------------ | ----------------- | ----------- |
| 1    | Suzuka   | 58:41.49   | 147,21 km/h | Satoru Nakajima  | Kazuyoshi Hoshino        | Satoru Nakajima   | March-Honda |
| 2    | Fuji     | 40:50.87   | 226,07 km/h | Satoru Nakajima  | Satoru Nakajima          | Stefan Johansson  | March-Honda |
| 3    | Mine     | 52:31.9    | 129,29 km/h | Satoru Nakajima  | Kazuyoshi Hoshino        | Kazuyoshi Hoshino | March-Honda |
| 4    | Suzuka   | 58:50.79   | 183,53 km/h | Stefan Johansson | Stefan Johansson         | Stefan Johansson  | March-Honda |
| 5    | Suzuka   | 1'07:33.25 | 159,87 km/h | Satoru Nakajima  | Kazuyoshi Hoshino        | Satoru Nakajima   | March-Honda |
| 6    | Fuji     | 48:11.01   | 192,2 km/h  | Satoru Nakajima  | Satoru Nakajima Eje Elgh | Stefan Johansson  | March-Honda |
| 7    | Suzuka   | 59:22.50   | 181,89 km/h | Satoru Nakajima  | Satoru Nakajima          | Satoru Nakajima   | March-Honda |
| 8    | Suzuka   | 1'07:56.98 | 185,43 km/h | Roberto Moreno   | Stefan Johansson         | Satoru Nakajima   | March-Honda |

### Classifica piloti
I punti sono assegnati secondo lo schema seguente:
| Sistema di punteggio | Sistema di punteggio | Sistema di punteggio | Sistema di punteggio | Sistema di punteggio | Sistema di punteggio | Sistema di punteggio | Sistema di punteggio | Sistema di punteggio | Sistema di punteggio | Sistema di punteggio |
| Posizione            | 1º                   | 2º                   | 3º                   | 4º                   | 5º                   | 6º                   | 7º                   | 8º                   | 9º                   | 10º                  |
| -------------------- | -------------------- | -------------------- | -------------------- | -------------------- | -------------------- | -------------------- | -------------------- | -------------------- | -------------------- | -------------------- |
| Punti                | 20                   | 15                   | 12                   | 10                   | 8                    | 6                    | 4                    | 3                    | 2                    | 1                    |

Contano i 6 migliori risultati.
| Pos | Pilota              | 2&4 | INT | ALL | JPS | SGT | RRC | GRT | JAF | Punti validi |
| --- | ------------------- | --- | --- | --- | --- | --- | --- | --- | --- | ------------ |
| 1   | Satoru Nakajima     | 1   | 3   | Rit | 9   | 1   | 2   | 1   | 1   | 107 (109)    |
| 2   | Stefan Johansson    | Rit | 1   | 2   | 1   | 6   | 1   | 3   | 2   | 102 (108)    |
| 3   | Kazuyoshi Hoshino   | 2   | 2   | 1   | 2   | 2   | 5   | 2   | Rit | 95 (103)     |
| 4   | Eje Elgh            | 4   | 4   | Rit | 4   | 5   | 3   | 6   | Rit | 56           |
| 5   | Keiji Matsumoto     | 3   | Rit | 9   | 3   | 15  | 8   | Rit | 4   | 39           |
| 6   | Masahiro Hasemi     | 12  | 5   | 5   | 15  | 3   | 12  | 5   | 8   | 39           |
| 7   | Agira Hagiwara      | 6   | 7   | 4   | 8*  | 4   | Rit | 13  | Rit | 33           |
| 8   | Toshio Suzuki       | 5   | 8   | 3   | 7   | 9   | Rit | 10  | Rit | 30           |
| 9   | Geoff Lees          | Rit | Rit | Rit | 12* | 8   | 4   | 4   | 6   | 29           |
| 10  | Dave Scott          | 9   | 6   | 8   | 5   | Rit |     |     | 7   | 23           |
| 11  | Kenji Takahashi     | Rit | 9   | 10  | 6   | 12  | 7   | 12  | 9   | 15           |
| 12  | Roberto Moreno      |     |     |     |     |     |     |     | 3   | 12           |
| 13  | Kunimitsu Takahashi | 13  | Rit | 6   | 10  | 11  | Rit | 7   | 11  | 11           |
| 14  | Yoshiyasu Tachi     |     | 11  | 7   | 11  | 10  | 9   | 9   | 10  | 10           |
| 15  | Tiff Needell        |     |     |     |     |     | 6   | 8   |     | 9            |
| 16  | Mike Thackwell      |     |     |     |     |     |     |     | 5   | 8            |
| 17  | Takao Wada          | 7   | Rit |     | 14  | 7   | 11  | 11  | 12  | 8            |
| 18  | Hitoshi Ogawa       | 8   | 10  |     | Rit | NP  | 10  | Rit | 14  | 5            |
| 19  | Masamoto Shimizu    | 10  | Rit |     | 13  | 13  | 13  |     | 15  | 1            |
| 20  | Kengo Nakamoto      | 11  | Rit |     |     |     |     | Rit | NP  | 0            |
| 21  | Norimasa Sakamoto   |     |     |     |     | 14  |     | 14  | 13  | 0            |
| 22  | Yoshimasa Fujiwara  |     |     |     |     |     |     |     | 16  | 0            |
|     | Hironobu Tatsumi    |     |     |     |     |     |     | Rit |     | -            |
| Pos | Pilota              | 2&4 | INT | ALL | JPS | SGT | RRC | GRT | JAF | Punti validi |

| Colore  | Risultato             |
| ------- | --------------------- |
| Oro     | Vincitore             |
| Argento | 2º posto              |
| Bronzo  | 3º posto              |
| Verde   | Finito a punti        |
| Blu     | Finito senza punti    |
| Viola   | Ritirato (Rit)        |
| Viola   | Non classificato (NC) |
| Rosso   | Non qualificato (NQ)  |
| Nero    | Squalificato (SQ)     |
| Bianco  | Non partito (NP)      |
| Bianco  | Non ha gareggiato     |
| Bianco  | Infortunato (INF)     |
| Bianco  | Escluso (ES)          |
| Bianco  | Gara cancellata (C)   |

### Suzuka Championship
Contano solo i risultati colti sul Circuito di Suzuka. Non vi sono scarti.
| Pos | Pilota              | 2&4 | JPS | SGT | GRT | JAF | Punti |
| --- | ------------------- | --- | --- | --- | --- | --- | ----- |
| 1   | Satoru Nakajima     | 1   | 9   | 1   | 1   | 1   | 82    |
| 2   | Kazuyoshi Hoshino   | 2   | 2   | 2   | 2   | Rit | 60    |
| 3   | Stefan Johansson    | Rit | 1   | 6   | 3   | 2   | 53    |
| 4   | Keiji Matsumoto     | 3   | 3   | 15  | Rit | 4   | 34    |
| 5   | Eje Elgh            | 4   | 4   | 5   | 6   | Rit | 34    |
| 6   | Masahiro Hasemi     | 12  | 15  | 3   | 5   | 8   | 23    |
| 7   | Geoff Lees          | Rit | 12* | 8   | 4   | 6   | 19    |
| 8   | Agira Hagiwara      | 6   | 8*  | 4   | 13  | Rit | 19    |
| 9   | Toshio Suzuki       | 5   | 7   | 9   | 10  | Rit | 15    |
| 10  | Dave Scott          | 9   | 5   | Rit |     | 7   | 14    |
| 11  | Roberto Moreno      |     |     |     |     | 3   | 12    |
| 12  | Mike Thackwell      |     |     |     |     | 5   | 8     |
| 13  | Kenji Takahashi     | Rit | 6   | 12  | 12  | 9   | 8     |
| 14  | Takao Wada          | 7   | 14  | 7   | 11  | 12  | 8     |
| 15  | Kunimitsu Takahashi | 13  | 10  | 11  | 7   | 11  | 5     |
| 16  | Yoshiyasu Tachi     |     | 11  | 10  | 9   | 10  | 4     |
| 17  | Hitoshi Ogawa       | 8   | Rit | NP  | Rit | 14  | 3     |
| 18  | Tiff Needell        |     |     |     | 8   |     | 3     |
| 19  | Masamoto Shimizu    | 10  | 13  | 13  |     | 15  | 1     |
| 20  | Kengo Nakamoto      | 11  |     |     | Rit | NP  | 0     |
| 21  | Norimasa Sakamoto   |     |     | 14  | 14  | 13  | 0     |
| 22  | Yoshimasa Fujiwara  |     |     |     |     | 16  | 0     |
|     | Hironobu Tatsumi    |     |     |     | Rit |     | -     |
| Pos | Pilota              | 2&4 | JPS | SGT | GRT | JAF | Punti |

| Colore  | Risultato             |
| ------- | --------------------- |
| Oro     | Vincitore             |
| Argento | 2º posto              |
| Bronzo  | 3º posto              |
| Verde   | Finito a punti        |
| Blu     | Finito senza punti    |
| Viola   | Ritirato (Rit)        |
| Viola   | Non classificato (NC) |
| Rosso   | Non qualificato (NQ)  |
| Nero    | Squalificato (SQ)     |
| Bianco  | Non partito (NP)      |
| Bianco  | Non ha gareggiato     |
| Bianco  | Infortunato (INF)     |
| Bianco  | Escluso (ES)          |
| Bianco  | Gara cancellata (C)   |